# Cierń Mały
Cierń Mały – niewielkie jezioro morenowe położone w zachodniej części Pojezierza Zachodniopomorskiego na Równinie Wełtyńskiej w gminie Gryfino w województwie zachodniopomorskim. 
Powierzchnia 2,1 ha.